# Mercedes AMG
Mercedes-AMG GmbH, thường được gọi là AMG, là một nhà thiết kế, sản xuất và lắp ráp các loại xe hơi thuộc thương hiệu Mercedes Benz. Mercedes AMG đặt trụ sở tại  Affalterbach, Baden-Württemberg, Cộng hòa Liên bang Đức. Trước đây là một nhà sản xuất động cơ độc lập chuyên nghiên cứu và nâng cấp các dòng xe của Mercedes. DaimlerChrysler cho thấy sự quan tâm về việc giành quyền kiểm soát AMG vào năm 1990 và trở thành sở hữu của AMG vào năm 2005. AMG hiện tại là một công ty con được sở hữu hoàn toàn bởi Daimler AG.
Các mẫu xe của AMG thường có vẻ bề ngoài mạnh mẽ hơn, một công suất mạnh hơn, lái dễ dàng hơn, độ ổn định cao hơn và sử dụng một cách rộng rãi vật liệu sợi carbon so với những chiếc xe nguyên bản của Mercedes. Các mẫu xe của AMG thường là những mẫu xe đắt nhất và có hiệu suất cao nhất so với chiếc xe cùng dòng của Mercedes.
Những chiếc xe của AMG thường có tên mã với 2 chữ số so với 3 chữ số của Mercedes.

## Lịch sử
AMG được thành lập năm 1967 như một nhà sản xuất động cơ xe đua dưới cái tên là AMG Motorenbau und Entwicklungsgesellschaft mbH (Công ty trách nhiệm hữu hạn sản xuất và phát triển động cơ AMG) bởi hai cựu kĩ sư của Mercedes tên là  Hans Werner Aufrecht và Erhard Melcher ở Burgstall an der Murr, gần Stuttgart. Cái tên "AMG" là viết tắt của Aufrecht, Melcher và Großaspach (nơi sinh của Aufrecht). Vào năm 1976 hầu hết AMG chuyển đến Affalterbach, với bộ phận nghiên cứu động cơ xe đua còn ở lại vị trí cũ ở Burgstal. Lúc này Erhard Melcher không còn là thành viên hội đồng quản trị, nhưng vẫn tiếp tục làm việc như một nhân viên ở Burgstall.

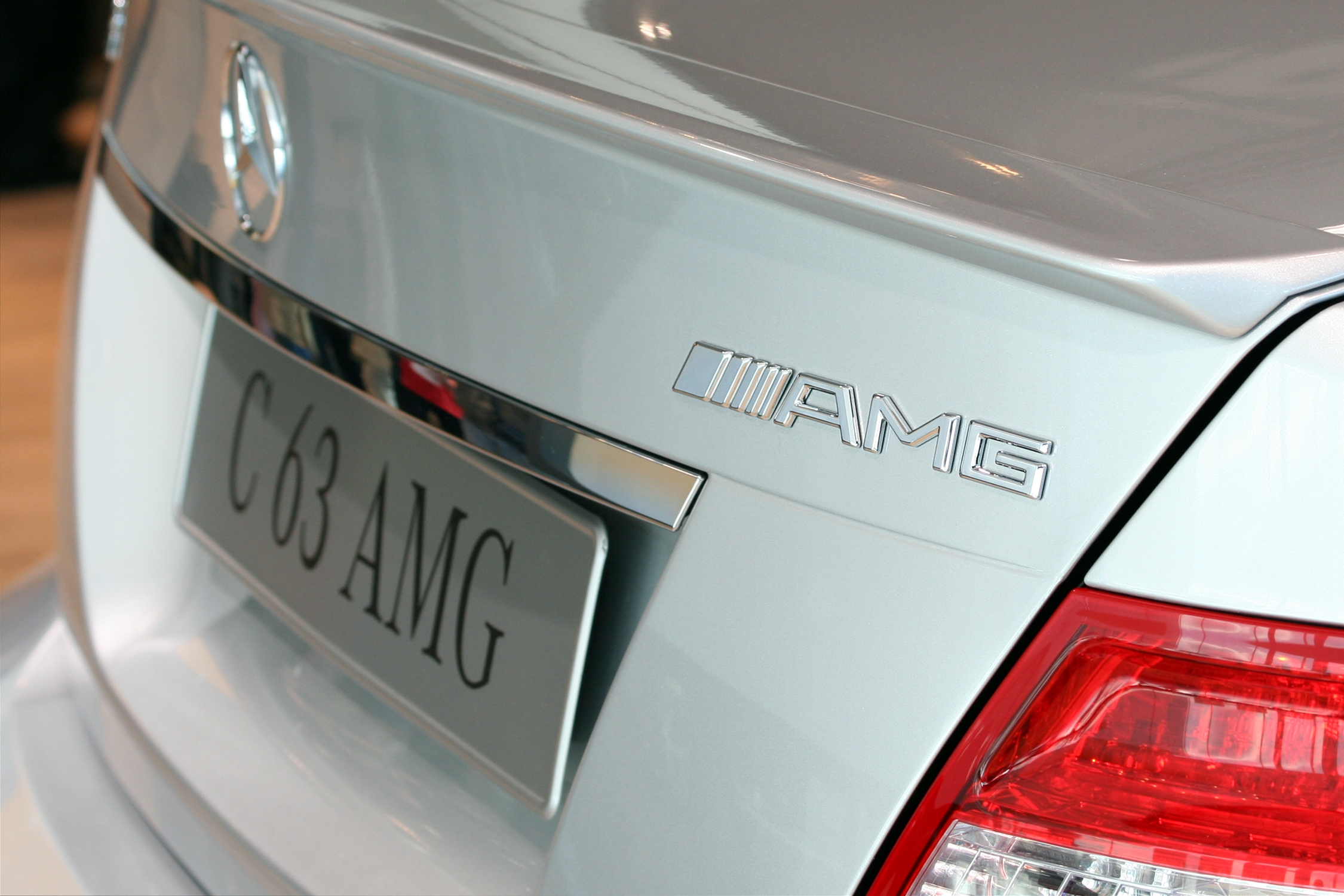
AMG logo on a Mercedes C63 AMG (W204)

Năm 1990, AMG đã trở thành một nhà thầu cao cấp cung cấp việc chỉnh sửa, "độ" lại các mẫu xe của Mercedes. Daimler-Benz AG và AMG đã ký một hợp đồng cho phép AMG sử dụng mạng lưới đại lý rộng khắp của Daimler-Benz và tiến tới phát triển hoàn toàn một mẫu xe (mẫu xe đầu tiên là Mercedes-Benz C36 AMG ra đời năm 1993). Vào ngày 1 tháng 1 năm 1999, DaimlerChrysler thâu tóm đủ 51% cổ phần của AMG và đổi tên công ty thành  Mercedes-AMG GmbH đồng thời thoái vốn khỏi bộ phận phát triển động cơ xe đua, bộ phận này tiếp tục tồn đại dưới cái tên HWA. Vào ngày 1 tháng 1 năm 2005, Aufrecht bán phần cố phiếu còn lại cho  DaimlerChrysler, từ đó Mercedes-AMG GmbH trở thành một công ty con và thuộc sở hữu hoàn toàn của  DaimlerChrysler.

## Các dòng sản phẩm
AMG bắt đầu bằng việc thiết kế và thử nghiệm các động cơ. Sau đó mở rộng sang thiết kế và tùy chỉnh các xe nguyên bản của Mercedes